# Serie A2 FIAF 1989
La Serie A2 FIAF 1989 è stata la sesta edizione del secondo livello del campionato italiano di football americano (seconda con la denominazione A2); è stato organizzato dalla Federazione Italiana American Football.

## Regular season

### Classifica

#### Girone A
| Pos. | Squadra              | %V   | G | V | N | P | PF  | PS  |
| ---- | -------------------- | ---- | - | - | - | - | --- | --- |
| 1    | Etruschi Pontedera   | .875 | 8 | 7 | 0 | 1 | 143 | 79  |
| 2    | Pythons Milano       | .750 | 8 | 6 | 0 | 2 | 131 | 64  |
| 3    | Pharaones Garbagnate | .438 | 8 | 3 | 1 | 4 | 85  | 86  |
| 3    | Pirates Savona       | .313 | 8 | 2 | 1 | 5 | 111 | 131 |
| 5    | Mastini Ivrea        | .125 | 8 | 1 | 0 | 7 | 34  | 144 |

#### Girone B
| Pos. | Squadra             | %V   | G | V | N | P | PF  | PS  |
| ---- | ------------------- | ---- | - | - | - | - | --- | --- |
| 1    | Black Knights Rho   | .875 | 8 | 7 | 0 | 1 | 174 | 85  |
| 2    | Blackhawks Cernusco | .750 | 8 | 6 | 0 | 2 | 182 | 118 |
| 3    | Vipers Modena       | .625 | 8 | 5 | 0 | 3 | 132 | 126 |
| 4    | Fighters Pordenone  | .250 | 8 | 2 | 0 | 6 | 90  | 164 |
| 5    | Leoni Palmanova     | .000 | 8 | 0 | 0 | 8 | 79  | 164 |

#### Girone C
| Pos. | Squadra             | %V   | G | V | N | P | PF  | PS  |
| ---- | ------------------- | ---- | - | - | - | - | --- | --- |
| 1    | Cinghiali Piacenza  | .875 | 8 | 7 | 0 | 1 | 167 | 104 |
| 2    | Phoenix San Lazzaro | .625 | 8 | 5 | 0 | 3 | 163 | 125 |
| 3    | Aquile Ferrara      | .500 | 8 | 4 | 0 | 4 | 165 | 132 |
| 4    | Grifoni Perugia     | .325 | 8 | 3 | 0 | 5 | 105 | 155 |
| 5    | Redskins Verona     | .125 | 8 | 1 | 0 | 7 | 79  | 163 |

#### Girone D
| Pos. | Squadra          | %V   | G | V | N | P | PF  | PS  |
| ---- | ---------------- | ---- | - | - | - | - | --- | --- |
| 1    | Crabs Pescara    | .875 | 8 | 7 | 0 | 1 | 151 | 73  |
| 2    | Dolphins Ancona  | .750 | 8 | 6 | 0 | 2 | 155 | 50  |
| 3    | Trucks Bari      | .625 | 8 | 5 | 0 | 3 | 132 | 81  |
| 4    | Seagulls Salerno | .125 | 8 | 2 | 0 | 6 | 42  | 107 |
| 5    | Kings Napoli     | .000 | 8 | 0 | 0 | 8 | 18  | 187 |